# Avengers - I più potenti eroi della Terra
Avengers - I più potenti eroi della Terra (The Avengers: Earth's Mightiest Heroes) è una serie televisiva a cartoni animati prodotta dai Marvel Studios, basata sull'omonimo fumetto della Marvel Comics. È andata in onda per la prima volta nel 2010 su Disney XD e si è conclusa nel 2012, per un totale di 52 episodi divisi in due stagioni.
In Italia la serie è stata trasmessa in chiaro su Rai 2 e Rai Gulp, che manda in ordine la seconda stagione saltando alcuni episodi.
La serie inizialmente dispone di un team basato sul roster dei Vendicatori originali, composto da Iron Man, Captain America, Hulk, Thor, Occhio di Falco e la Vedova Nera. In seguito si uniscono al gruppo Ant-Man, la Pantera Nera, Wasp, Ms. Marvel, Visione e Doctor Strange. In termini di tono e stile, la serie si basa principalmente sulle storie originali di Stan Lee e Jack Kirby. Tuttavia essa tende ad utilizzare anche materiale da tutte le ere dei comics e da altre risorse come il Marvel Cinematic Universe e l'Ultimate Universe (in particolare la collana degli Ultimates, dato che Nick Fury è calvo e di colore, proprio come nella sua controparte Ultimate). La serie fu cancellata nel 2012, venendo sostituita da un nuovo cartone intitolato Avengers Assemble, disegnata con uno stile simile a quello della serie animata Ultimate Spider-Man.

## Trama

### Prima stagione
Poiché i supercriminali più pericolosi del mondo sono fuggiti dalla Volta, dal Cubo, dalla Big House e dal Raft, cinque degli eroi più potenti della Terra formano un'alleanza per la lotta contro il crimine chiamata "Vendicatori" ("Avengers"). Il gruppo dei Vendicatori comprende Iron Man come leader, Ant-Man, Thor, Hulk e la dolce Wasp. Successivamente anche Capitan America, la Pantera Nera e Occhio di Falco si uniscono al gruppo. Quando si arriva al finale di stagione, viene rivelato che Loki, il perfido fratello di Thor, era responsabile delle fughe e della formazione da parte della malvagia strega Incantatrice dei Signori del male (il gruppo dei supercriminali comprende anche il Barone Zemo, l'Abominio, l'Esecutore, Dinamo Cremisi, Laser Vivente, Gargoyle (Paul Duval) e Wonder Man).

### Seconda stagione
La seconda stagione ritrae i Vendicatori mentre rintracciano i restanti membri del signore oscuro e finiscono per essere coinvolti nella guerra imminente tra Kree e Skrull. I Vendicatori sono ignari che Capitan America è stato sostituito da uno Skrull, poiché gli Skrull hanno iniziato la loro invasione nella Terra. La Vedova Nera (Natasha Romanoff), Ms. Marvel (Carol Danvers), Capitan Marvel (Mar-Vell), Visione, Falcon e Mimo si uniscono ai Vendicatori. Vi sono anche le apparizioni di molti altri personaggi dell'universo Marvel, come Spider-Man, Wolverine, War Machine, Doc Samson, il Soldato d'Inverno, Ant-Man II (Scott Lang), i Fantastici Quattro (Mister Fantastic, la Donna Invisibile, la Torcia Umana e la Cosa), i Guardiani della Galassia (Star-Lord, Quasar, Adam Warlock, Rocket Raccoon e Groot) e gli Eroi in vendita, infine gli altri famigerati supercriminali come Ultron, il Dottor Destino, Annihilus, Surtur, Crossfire, il Generale Ross (Hulk Rosso) e Galactus, come il loro ultimo potentissimo avversario che conclude questa serie animata.
Alcuni personaggi ricorrenti si adattano ai costumi delle loro controparti dell'Ultimate Universe, come il direttore dello S.H.I.E.L.D., Nick Fury, che ritorna più somigliante al Fury dell'Universo Ultimate, con testa rasata e pizzetto, e lo Skrull che ha sostituito Capitan America indossa il costume adattato direttamente da Ultimate Capitan America e usa uno scudo di energia.
Il primo episodio della seconda stagione, intitolato La guerra privata del Dottor Destino, con i Fantastici Quattro e il loro arcinemico Dottor Destino, è stato mostrato al pubblico ai Comic-Cons di San Diego e di New York del 2011, così come al WonderCon 2012 di Anaheim. La trasmissione è iniziata il 1º aprile 2012.
L'episodio della seconda stagione dal titolo Senza poteri è stato intenzionalmente escluso dalla messa in onda televisiva negli Stati Uniti con l'intenzione di proporlo come Bonus esclusivo nei DVD in vendita.

## Episodi
| Stagioni         | Episodi | Prima TV USA | Prima TV Italia |
| ---------------- | ------- | ------------ | --------------- |
| Prima stagione   | 26      | 2009-2011    | 2010-2011       |
| Seconda stagione | 26      | 2012         | 2012-2013       |

## Personaggi
- Avengers
  - Tony Stark/Iron Man: è uno scienziato miliardario che possiede un'armatura high-tech, che utilizza per combattere il male.
  - Steve Rogers/Capitan America: il leader degli Avengers. Un super soldato, ovvero una sorta di soldato dalla forza sovrumana, durante la seconda guerra mondiale combatte contro il perfido Teschio Rosso e l'Hydra insieme a un assistente noto come Bucky. Sempre durante la seconda guerra mondiale, fu intrappolato in un iceberg dove ne rimase per moltissimi anni, per poi essere liberato dagli Avengers, a cui si unisce. Molte volte è in disaccordo con Tony Stark. In combattimento usa uno scudo di vibranio.
  - Thor: è il Dio del Tuono e figlio di Odino. Ha fondato gli Avengers al fianco di Iron Man, Ant-Man, Wasp e Hulk.
  - Bruce Banner/Hulk: Un uomo che dopo aver sperimentato su di sé il suo siero del super soldato è diventato una potente bestia di colore verde.
  - Hank Pym/Ant-Man/Giant-Man/Calabrone: un biochimico ed entomologo che, grazie alle particelle Pym da lui scoperte, può cambiare dimensioni e divenire minuscolo come Ant-Man o enorme come Giant-Man. È il creatore dell'intelligenza artificiale Ultron, nonché fidanzato di Wasp. Tra le identità supereroistiche da lui adottate c'è anche quella del Calabrone.
  - Janet van Dyne/Wasp: ha gli stessi poteri del fidanzato Ant-Man ed è proprio lei ad aver ideato il nome della squadra degli Avengers.
  - T'Challa/Pantera Nera: re di Wakanda e figlio di T'Chaka.
  - Carol Danvers/Ms. Marvel: Una donna che in un incidente ha acquisito straordinari poteri.
  - Clint Barton/Occhio di Falco
  - Visione
  - Peter Paker/Spider-Man: È un ragazzo che dopo la puntura di un ragno radioattivo decide di usare i suoi poteri per combattere il crimine.
  - Scott Lang/Ant-Man
  - Susan Richards/Donna Invisibile
  - Reed Richards/Mr. Fantastic
  - Ben Grimm/La Cosa
  - Johnny Storm/La Torcia Umana
  - James Howlett/Wolverine
  - Natasha Romanoff/Vedova Nera
  - Doc Samson
  - Daisy Johnson/Quake
  - Jim Rhodes/War Machine
  - Danny Rand/Pugno d'acciaio
  - Luke Cage
  - Bucky Barnes/Soldato d'inverno
  - Sam Wilson/Falcon
  - Bobbi Morse/Mockingbird
- S.H.I.E.L.D.
  - Nick Fury
  - Maria Hill

- HYDRA
  - Johann Schmidt/Teschio Rosso: Un nazista arcinemico di Capitan America che toccando il tesseract è stato spedito su Vormir a proteggere la gemma dell'anima.
  - Wolfgang Von Strucker
  - Eric Williams/Sinistro Mietitore
  - Arnim Zola
  - Viper/Madame Hydra
  - Doughboy

- Signori del male
  - Barone Zemo
  - Amora/Incantatrice
  - Skurge/Esecutore
  - Emil Blonsky/Abominio
  - Anton Vanko/Dinamo Cremisi: è uno sovietico che possiede un'armatura più grande e resistente diventa l’arcinemico di Iron Man.
  - David Cannon/Turbine
  - Simon Williams/Wonder Man

- U-Foes
  - Simon Utrecht/Vettore
  - Michael Steel/Ironclad
  - Ann Darnell/Vapore
  - James Darnell/Raggio X

- Squadra Distruttrice
  - Dirk Garthwaite/Demolitore
  - Henry Camp/Bulldozer
  - Brian Calusky/Piledriver
  - Eliot Franklin/Thunderball

- Howling Commandos
  - Jack Fury
  - Dino Manelli
  - Dum Dum Dugan
  - Gabe Jones
  - Izzy Cohen
  - Pinky Pinkerton
  - Rebel Ralston

- Altri nemici 
  - Loki: è il figlio adottivo di Odino. Ha attaccato gli Avengers al fianco dei chitauri.
  - Crusher Creel/Uomo Assorbente
  - MODOK
  - Bi-Bestia
  - Blizzard
  - Curtis Carr/Chemistro
  - Cobra
  - Frank Payne/Costrittore
  - Victor von Doom/Dottor Destino
  - Franklin Hall/Graviton
  - Paul Pierre Duval/Grey Gargoyle
  - Johnny Horton/Griffin
  - Nathaniel Richards/Kang il Conquistatore
  - Ulysses Klaw
  - Samuel Sterns/Il Capo
  - Arthur Parks/Laser Vivente
  - Malekith il Maledetto
  - Surtur
  - Lucia von Bardas
  - Pensatore Pazzo
  - Philip Sterns/Madman
  - M'Baku/Uomo Scimmia
  - Jerome Beechman/Mandrillo
  - Zebediah Killgrave/Uomo Porpora
  - Uomo Radioattivo
  - Ronan l'accusatore (capo dei Kree)
  - Intelligenza Suprema (supremo dei Kree)
  - Ivan Kragoff/Fantasma Rosso
  - Ultron
  - Wendingo
  - Whiplash
  - Zzzax
  - Hela
  - Super Skrull
  - Annihilus
  - Korvac
  - Crossfire/William Cross
  - I Giganti di Ghiaccio
  - Ymir
  - Galactus
  - Gli Araldi di Galactus (Terrax, Air-Walker, Stardust e Firelord)

- Altri personaggi 
  - Peter Quill/Star-Lord: Figlio di Ego.
  - Groot
  - Rocket Raccoon
  - Quasar
  - Adam Warlock
  - Jarvis
  - Abraham Erskine
  - Chester Phillips
  - Heimdall
  - Beta Ray Bill
  - Howard Stark: Padre di Tony Stark (Iron Man).
  - Tre guerrieri (Fandral, Hogun e Volstagg)
  - N'Gassi
  - Virginia "Pepper" Potts
  - Odino
  - Lady Sif
  - Valchiria
  - Generale Ross/Red Hulk

## Doppiaggio
| Personaggio                                                      | Doppiatore inglese                                 | Doppiatore italiano                                               |
| ---------------------------------------------------------------- | -------------------------------------------------- | ----------------------------------------------------------------- |
| Capitan America/Steve Rogers                                     | Brian Bloom                                        | Fabrizio Pucci                                                    |
| Bruce Banner/Hulk                                                | Gabriel Mann (Bruce Banner) Fred Tatasciore (Hulk) | Alberto Angrisano (stagione 1) Paolo Marchese (stagione 2)        |
| Iron Man/Tony Stark                                              | Eric Loomis                                        | Tony Sansone (stagione 1) Riccardo Scarafoni (stagione 2)         |
| Thor                                                             | Rick D. Wasserman                                  | Stefano Mondini                                                   |
| Ant-Man/Henry 'Hank' Pym                                         | Wally Wingert                                      | Fabrizio Manfredi (stagione 1) Stefano Crescentini (stagione 2)   |
| Wasp/Janet Van Dyne                                              | Colleen O'Shaughnessey                             | Francesca Manicone (stagione 1) Connie Bismuto (stagione 2)       |
| Pantera Nera/T'Challa                                            | James C. Mathis III                                | Alessandro Ballico (stagione 1) Achille D'Aniello (stagione 2)    |
| Occhio di Falco (stagione 1) - Hawkeye (stagione 2)/Clint Barton | Chris Cox                                          | Edoardo Stoppacciaro (stagione 1) Francesco Venditti (stagione 2) |
| J.A.R.V.I.S.                                                     | Phil LaMarr                                        | Massimo Bitossi (stagione 1) Andrea Lopez (stagione 2)            |

## Nella cultura di massa
- Nell'episodio 1x01 Il ritorno di Iron Man, si fa cenno alla decisione di Stark di smettere con la costruzione di armi per tutti, compreso lo SHIELD, che decide di progredire per conto suo ma si fa rubare i progetti dall'HYDRA. Sempre in questa puntata, Nick Fury, all'inizio giovane, viene "invecchiato" da Von Strucker con un meccanismo che assorbe la forza vitale altrui per ringiovanirlo; avendo interrotto il procedimento, Fury si ritrova con i capelli parzialmente grigi. Stranamente, nella seconda stagione il look di Fury passerà alla versione Ultimate ispirata alle sembianze dell'attore Samuel L. Jackson.
- Nell'episodio 1x04 Capitan America, compaiono gli Howling Commandos di Fury, ma il loro capo è un certo Jack Fury; nella continuity classica, Nick Fury aveva un fratello di nome Jake; Jack Fury è caucasico, mentre il Nick Fury del XXI secolo, pur somigliandogli, è afroamericano. Tra i Commandos c'è un soldato che viene chiamato Howlett e somiglia a Wolverine, il cui nome di nascita è James Howlett. Viene mostrato il Teschio Rosso che tenta di accedere a manufatti e creature delle leggende norrene, come nel film Capitan America: il primo Vendicatore; compare anche Wolfgang Von Strucker e si cita il Barone Zemo; Von Strucker è caratterizzato come ottimo schermitore, mentre nei fumetti è suo figlio Andreas a portare il costume dello Spadaccino. Quando il Capitano cade nell'Artico, compare Kang il conquistatore che riosserva gli eventi e capisce che il destino del futuro è legato a lui.
- Nell'episodio 1x05 Uomo Scimmia contro Black Panther, Hank Pym affronta Ulysses Klaw e un gruppo di mercenari, rimpicciolendosi e sembrando invisibile; gli uomini che colpisce somigliano stranamente ad alcuni attori di Predator, il cui antagonista è un cacciatore alieno capace di rendersi trasparente.
- Nell'episodio 1x06 La Grande Fuga (parte 1), compare Lucia von Bardas, primo ministro di Latveria; il nome viene cambiato in Slovacchia, forse per rendere più comprensibile la storia agli spettatori che non leggono fumetti Marvel. Compare anche Leonard Samson, a cui Banner rivela che lo SHIELD cerca di controllare i superumani mutati dai raggi gamma; l'alter ego del Golia Verde paragona il Cubo ad una bomba gamma pronta ad esplodere (infatti poco dopo ci sarà una evasione); nella prima versione delle sue origini fumettistiche, Hulk nasce proprio dall'esplosione di una bomba gamma! Whiplash è un uomo!
- Odino ha entrambi gli occhi, invece del solo occhio destro.
- nell'episodio 2x09 Vision il distruttore, vengono introdotti Visione ed Ultron; volendo diventare inarrestabile, Ultron manda Visione a rubare vibranio in Wakanda e adamantio nella vecchia base di Arma X; qui viene ostacolato da soldati guidati a distanza da un uomo detto "professore" mai mostrato, e si sente la voce di una guardia che si identifica come Colcord: sono riferimenti all'esperimento che ricoprì lo scheletro di Wolverine, guidato da un certo professore di cui non si conosce l'identità, e al successivo programma Arma X (in realtà parte del più ampio Arma Plus); esso sarà guidato da Malcolm Colcord, una guardia che sopravvisse, per quanto sfigurata, alla fuga di Wolverine dal complesso; per questo covò un rancore estremo verso il mutante canadese, decidendo di riavviare Arma X reclutando anche ex cavie del vecchio programma come Sabretooth e Maverick/Zero.

## DVD
La Buena Vista Home Entertainment, nel giugno 2011, ha pubblicato due DVD contenenti rispettivamente sette e sei episodi della serie. Nel 2012 sono stati pubblicati in Italia gli ulteriori volumi 3 e 4 della stessa serie.

## Cancellazione
Il 7 giugno 2012 la Marvel ha annunciato di aver cancellato la serie e, dunque, di non produrre più una terza stagione. Sarà sostituita da una nuova serie dal titolo Avengers Assemble.
il motivo di questa cancellazione fu in favore di creare dei prodotti Marvel più vicini all MCU. 
In origine doveva esserci una terza stagione e la storia principale avrebbe visto gli eroi potenti della terra fronteggiare la minaccia di Thanos intento a recuperare le gemme dell'infinito cosa che viene ripresa sia nella saga dell'infinito della prima decade del MCU sia nella seconda stagione di Avengers Assemble, inoltre la terza stagione avrebbe narrato le storie di Thor Ragnarok & Planet Hulk; si era anche pensato d'inserire varie storie per un eventuale quarta stagione come Avengers Vs X-Men, Secret Wars e Civil War.